# C-SPAN
Cable-Satellite Public Affairs Network (C-SPAN) es una cadena de televisión por suscripción estadounidense que fue creada en 1979 por la industria de la televisión por cable como un servicio público. C-SPAN transmite muchos procedimientos del gobierno federal de los Estados Unidos, así como otros programas de asuntos públicos. La red C-SPAN incluye tres canales de televisión (C-SPAN, C-SPAN2 y C-SPAN3), una estación de radio (WCSP-FM) y un grupo de sitios web que brindan contenido multimedia y archivos de programas C-SPAN. Los canales de televisión de C-SPAN están disponibles para aproximadamente 100 millones de hogares de televisión por suscripción en los Estados Unidos, mientras que WCSP-FM, también llamada Radio C-SPAN, se transmite por radio FM en Washington D. C., y está disponible en todo Estados Unidos en por la proveedora de radio satelital XM Satellite Radio, a través de transmisión por Internet, y a través de aplicaciones para dispositivos iOS, BlackBerry y Android.
C-SPAN transmite eventos políticos de los Estados Unidos. En particular la cobertura en vivo del Congreso de los Estados Unidos, así como los procedimientos ocasionales de los Parlamentos canadienses, australianos y británicos (incluidas las Preguntas semanales del primer ministro), entre otros eventos importantes. Su cobertura de eventos políticos no se ha editado, por lo que proporciona a los espectadores (u oyentes) información sin filtro sobre la política y el gobierno. La cobertura no política incluye programación histórica, programas dedicados a libros de no ficción y programas de entrevistas con personas notables asociadas con políticas públicas. C-SPAN es una organización privada sin fines de lucro, financiada por una tarifa de afiliación de 6 ¢ por suscriptor pagada por proveedoras de televisión por suscripción, y no tiene anuncios en ningún de sus canales, estaciones de radio o sitios web, ni solicita donaciones. La red funciona de manera independiente, y ni la industria del cable ni el Congreso tienen el control del contenido de su programación.

## Historia

### Desarrollo
Brian Lamb, presidente y ex director ejecutivo de C-SPAN, concibió por primera vez el concepto de C-SPAN en 1975 mientras trabajaba como jefe de la oficina de la industria del cable en Washington D. C., de la revista comercial Cablevision. Fue una época de rápido crecimiento en la cantidad de canales de televisión por cable disponibles en los Estados Unidos, y Lamb imaginó una red sin fines de lucro financiada por la industria del cable para las sesiones televisivas del Congreso de los Estados Unidos y otros eventos de asuntos públicos y discusiones sobre políticas. Lamb compartió su idea con varios ejecutivos de cable, quienes lo ayudaron a lanzar la red. Entre ellos se encontraban Bob Rosencrans, que proporcionó $ 25,000 de fondos iniciales en 1979, y John D. Evans, quien proporcionó el cableado y el acceso a la cabecera necesaria para la distribución de la señal C-SPAN.
C-SPAN se lanzó el 19 de marzo de 1979, a tiempo para la primera sesión televisada puesta a disposición por la Cámara de Representantes, comenzando con un discurso del entonces representante de Tennessee Al Gore. En su debut, solo 3.5 millones de hogares fueron cableados para C-SPAN, y la red tenía solo tres empleados. El segundo canal C-SPAN, fue C-SPAN2, que salió al aire el 2 de junio de 1986 cuando el Senado de los Estados Unidos permitió televisar la primera sesión. C-SPAN3, el canal más reciente, inició operaciones a tiempo completo el 22 de enero de 2001, y muestra otras políticas públicas y eventos en vivo relacionados con el gobierno los días de semana, junto con la programación histórica del fin de semana. C-SPAN3 es el sucesor de un canal digital llamado C-SPAN Extra, que se lanzó en el área de Washington D. C. en 1997, y transmitió eventos políticos en vivo y grabados de 9:00 a. m. a 6:00 p. m. Hora del este de lunes a viernes.
C-SPAN Radio comenzó a operar el 9 de octubre de 1997, cubriendo eventos similares a las redes de televisión y, a menudo, transmitiendo simultáneamente su programación. Las transmisiones de la estación en WCSP (90.1 FM) en Washington D. C., también están disponibles en el canal 120 de la radio satelital XM y se transmiten en vivo en c-span.org. Anteriormente estaba disponible en Sirius Satellite Radio desde 2002 hasta 2006.
Lamb se retiró en marzo de 2012, coincidiendo con el 33º aniversario del canal, y le dio el control ejecutivo de la red a sus dos tenientes, Rob Kennedy y Susan Swain.
El 12 de enero de 2017, la alimentación en línea para C-SPAN1 se interrumpió y se reemplazó por una transmisión de la red de televisión rusa RT durante aproximadamente 10 minutos. C-SPAN anunció que estaban solucionando el problema y estaban "operando bajo el supuesto de que se trataba de un problema de enrutamiento interno".

### Aniversarios
C-SPAN celebró su décimo aniversario en 1989 con una retrospectiva de tres horas, en la que Lamb recordó el desarrollo de la red. El 15 aniversario se conmemoró de manera poco convencional, ya que la red facilitó una serie de recreaciones de los siete debates históricos de Lincoln-Douglas de 1858, que se televisaron de agosto a octubre de 1994 y se han vuelto a transmitir de vez en cuando desde entonces. Cinco años después, la serie American Presidents: Life Portraits, que ganó un Premio Peabody, sirvió como una observación de un año de duración del vigésimo aniversario de C-SPAN.

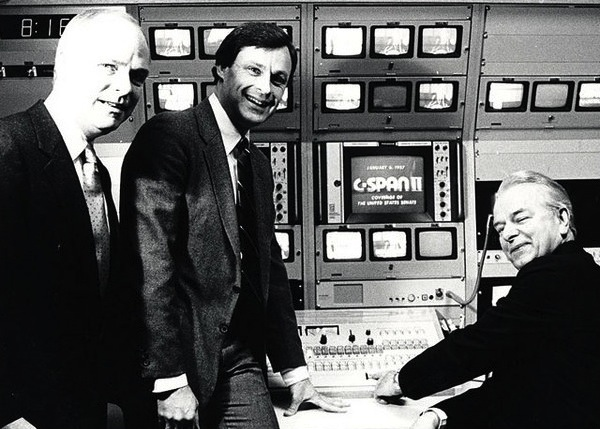
El senador Robert Byrd (a la derecha), el fundador de C-SPAN, Brian Lamb (a la izquierda) y Paul FitzPatrick activaron el C-SPAN2 el 2 de junio de 1986. FitzPatrick era el presidente de C-SPAN en ese momento.

En 2004, C-SPAN celebró su 25 aniversario, momento en el que se vio la red principal en 86 millones de hogares, C-SPAN2 en 70 millones de hogares y C-SPAN3 en ocho millones de hogares. En la fecha del aniversario, C-SPAN repitió la primera hora televisada de debate en la Cámara de Representantes desde 1979 y, a lo largo del mes, las características del 25 aniversario incluyeron segmentos de "antes y ahora" con periodistas que habían aparecido en C-SPAN durante su primeros años.  También se incluyó en el 25 aniversario un concurso de ensayos para que los espectadores escriban sobre cómo C-SPAN ha influido en su vida con respecto al servicio comunitario. Por ejemplo, un ganador del concurso de ensayos escribió sobre cómo la programación de libros de no ficción de C-SPAN sirve como recurso en su misión caritativa para grabar libros de audio de no ficción para personas ciegas.
Para conmemorar los 25 años de recibir llamadas telefónicas de los espectadores, en 2005, C-SPAN tuvo un "maratón de llamadas" de 25 horas, desde las 8:00 p. m. Hora del Este el viernes 7 de octubre, que concluye a las 9:00 p. m. Hora del este el sábado 8 de octubre. La red también tuvo un concurso de ensayos para el espectador, cuyo ganador fue invitado a presentar una hora de transmisión desde los estudios de Capitol Hill de C-SPAN.

### Alcance y limitaciones de la cobertura
C-SPAN continúa ampliando su cobertura de procedimientos gubernamentales, con un historial de solicitudes a funcionarios gubernamentales para un mayor acceso, especialmente a la Corte Suprema de los Estados Unidos. En diciembre de 2009, Lamb escribió a los líderes de la Cámara de Representantes y el Senado, solicitando que C-SPAN televise las negociaciones para la reforma de la atención médica. Las reuniones del comité sobre atención médica fueron transmitidas posteriormente por C-SPAN y se pueden ver en el sitio web de C-SPAN. En noviembre de 2010, Lamb escribió al presidente de la Cámara entrante, John Boehner, solicitando cambios en las restricciones a las cámaras en la Cámara. En particular, C-SPAN solicitó agregar algunas de sus propias cámaras operadas por robot a las cámaras controladas por el gobierno existentes en la cámara de la Cámara. En febrero de 2011, Boehner negó la solicitud. También se denegó una solicitud previa a la Designada por el presidente, Nancy Pelosi en 2006, para agregar las cámaras de C-SPAN en la cámara de la Cámara de Representantes a los procedimientos del piso. Aunque C-SPAN utiliza los cables de alimentación de cámara del Congreso, las cámaras son propiedad y están controladas por cada órgano respectivo del Congreso. Las solicitudes de C-SPAN para el acceso de cámaras a eventos no gubernamentales, como la cena anual del Gridiron Club, también han sido rechazadas.
El 22 de junio y hasta el 23 de junio de 2016, C-SPAN tomó imágenes de video de la Cámara de Representantes a través de los servicios de transmisión por secuencias Periscope y Facebook Live durante una sentada de los demócratas de la Cámara de Representantes solicitando una votación sobre las medidas de control de armas después del 2016 Disparo en el club nocturno de Orlando. Esto debía hacerse porque, dado que la sentada se realizó fuera de la sesión formal y mientras la Cámara estaba en receso oficial, las cámaras existentes de la Cámara no podían utilizarse para cubrir el evento por regla. Aunque el uso de dispositivos electrónicos para transmitir desde Periscope por parte de los demócratas de la Cámara de Representantes violó las reglas de la Cámara de Representantes que prohíben su uso dentro del recinto C-SPAN no declaró por qué eligió transmitir esos feeds. La red publicó avisos de responsabilidad en el aire y en sus feeds oficiales de redes sociales, observando las restricciones.

### Expansión y tecnología
Desde fines de la década de 1990, C-SPAN ha ampliado significativamente su presencia en línea. En enero de 1997, C-SPAN inició la transmisión en tiempo real de C-SPAN y C-SPAN2 en su sitio web, la primera vez que el Congreso fue transmitido en vivo en línea. Para cubrir las convenciones demócratas y republicanas y los debates presidenciales de 2008, C-SPAN creó dos sitios web independientes: el Centro de Convenciones y el Centro de Debate. Además de las transmisiones en tiempo real de las cadenas de televisión en línea de C-SPAN, c-span.org presenta más programación en vivo, como audiencias de comités y discursos que se emiten más tarde, después de que la Cámara y el Senado se hayan ido.
C-SPAN comenzó a promover la interacción de la audiencia a principios de su historia, mediante la incorporación regular de llamadas telefónicas de los espectadores en su programación. Desde entonces se ha expandido a las redes sociales. En marzo de 2009, los espectadores comenzaron a enviar preguntas en vivo a través de Twitter a los invitados en el programa de llamadas de la mañana de C-SPAN, Washington Journal. La red también tiene una página de Facebook a la que se agregó transmisión en vivo ocasional en enero de 2011. La transmisión en vivo tiene la intención de mostrar eventos seleccionados del Congreso que son bien publicitados. En junio de 2010, C-SPAN se unió al sitio web Foursquare para proporcionar a los usuarios de la aplicación acceso al contenido de C-SPAN etiquetado geográficamente en varias ubicaciones de Washington D. C.
En 2010, C-SPAN comenzó una transición a las transmisiones de alta definición, que se prevé que tenga lugar durante un período de 18 meses. La red proporcionó C-SPAN y C-SPAN2 en alta definición el 1 de junio de 2010, y C-SPAN3 en julio de 2010.

## Programación

### Senado y la Cámara de representantes
La programación principal de la red C-SPAN es la cobertura en vivo de la Cámara de Representantes y el Senado de los Estados Unidos, Con el canal C-SPAN que hace hincapié en la Cámara de Representantes de los Estados Unidos. Entre 1979 y mayo de 2011, la red televisó más de 24,246 horas de sesiones C-SPAN2, la primera de las redes derivadas de C-SPAN, proporciona cobertura en vivo ininterrumpida del Senado de los Estados Unidos. Con la cobertura de la Cámara de Representantes y el Senado, los espectadores pueden hacer un seguimiento de la legislación a medida que se mueve a través de ambos cuerpos del Congreso. Los debates importantes en el Congreso que C-SPAN ha cubierto en vivo incluyen el conflicto del Golfo Pérsico durante 1991, y la votación de la Cámara de Representantes para el juicio en el Senado a Bill Clinton en 1998 y 1999. Cuando la Cámara de Representantes o el Senado no están en sesión, los canales de C-SPAN transmiten otra programación de asuntos públicos.

### Asuntos públicos
La cobertura de asuntos públicos en las redes C-SPAN que no sean los debates de la Cámara de Representantes y el Senado es amplia. C-SPAN se considera una fuente de información útil para periodistas, cabilderos, educadores y funcionarios gubernamentales, así como para espectadores informales interesados en la política, debido a su cobertura no editada de eventos políticos. C-SPAN ha sido descrito por los observadores de los medios como una "ventana al mundo de la política de Washington" y caracteriza su propia misión como ser "proporcionar acceso público al proceso político". Las redes cubren las campañas políticas de los Estados Unidos, incluidas las convenciones de nominaciones presidenciales republicanas, demócratas y libertarias en su totalidad. La cobertura de los eventos de la campaña presidencial se proporciona durante la duración de la campaña, tanto por un programa de televisión semanal, Road to the White House, y en su sitio web dedicado a la política. C-SPAN también cubre las elecciones de medio término.

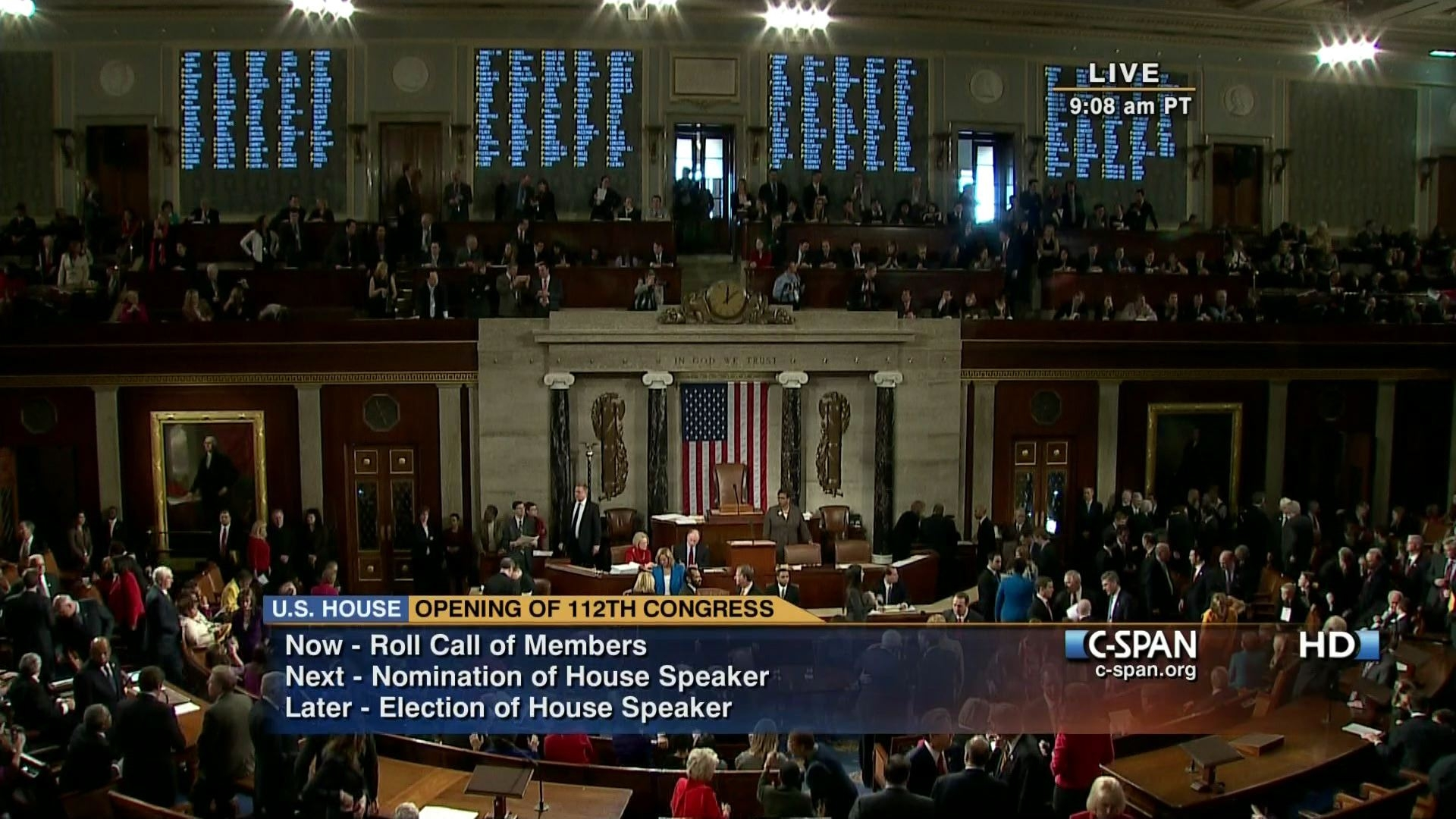
C-SPAN transmite el inicio del 112 ° Congreso el 5 de enero de 2011

Los tres canales televisan eventos tales como audiencias en el Congreso, sesiones informativas de prensa de la Casa Blanca y discursos presidenciales, así como otras reuniones gubernamentales que incluyen audiencias de la Comisión Federal de Comunicaciones y conferencias de prensa del Pentágono. Otra cobertura política de los Estados Unidos incluye el discurso del Estado de la Unión, y conferencias de prensa presidenciales. De acuerdo con los resultados de una encuesta después de las elecciones presidenciales de 1992, el 85% de los espectadores de C-SPAN votaron en esas elecciones. Los resultados de una encuesta similar en 2013 encontraron que el 89% de los espectadores de C-SPAN votaron en las elecciones presidenciales de 2012. Además de esta cobertura política, la red transmite conferencias de prensa y reuniones de diversos medios de comunicación y organizaciones sin fines de lucro, incluidas las del National Press Club, seminarios de política pública y la Cena de corresponsales de la Casa Blanca. Si bien C-SPAN no tiene acceso de video a la Corte Suprema, la red ha utilizado las grabaciones de audio de la Corte acompañadas por fotografías de los jueces y abogados para cubrir la sesión en la Corte en casos significativos, y ha cubierto los discursos de los jueces de la Corte Suprema.
En ocasiones, las actas del Parlamento de Australia, el Parlamento de Canadá, el Parlamento del Reino Unido (generalmente las Preguntas del primer ministro y la Apertura Estatal del Parlamento) y otros gobiernos aparecen en C-SPAN cuando discuten asuntos de importancia para los espectadores en los Estados Unidos. De igual forma, C-SPAN a veces emite informes de noticias de todo el mundo cuando ocurren eventos importantes, por ejemplo, C-SPAN transmitió la cobertura de CBC Television de los ataques del 11 de septiembre. C-SPAN también cubre capilla ardiente en la Rotonda del Capitolio y funerales de expresidentes y otros individuos notables. En 2005, C-SPAN cubrió el huracán Katrina a través de la afiliada de NBC WDSU en Nueva Orleans, así como la cobertura del huracán Ike a través de la afiliada de CBS KHOU en Houston. C-SPAN también tiene cobertura de CBC durante los eventos que afectan a los canadienses, como las elecciones federales canadienses, La muerte y el funeral de estado de Pierre Trudeau, y el apagón del noreste de 2003. A principios de 2011, C-SPAN realizó retransmisiones de Al Jazeera para cubrir los eventos en Egipto, Túnez y otras naciones árabes. Además, C-SPAN realiza transmisiones en vivo de la misión del transbordador espacial de la NASA y el aterrizaje en vivo, utilizando secuencias de video y audio de NASA TV.
Con su programación de asuntos públicos, C-SPAN tiene la intención de ofrecer diferentes puntos de vista, dando tiempo para que se discutan múltiples opiniones sobre un tema determinado. Por ejemplo, en 2004 C-SPAN pretendía televisar un discurso de la historiadora del Holocausto Deborah Lipstadt junto a un discurso del negador del Holocausto David Irving, quien había demandado sin éxito a Lipstadt por difamación en el Reino Unido cuatro años antes; C-SPAN fue criticado por el uso de la palabra "equilibrio" para describir el plan para cubrir tanto a Lipstadt como a Irving. Cuando Lipstadt terminó el acceso de los medios a su discurso, C-SPAN canceló la cobertura de ambos.
La red se esfuerza por la neutralidad y la falta de sesgo; en toda la programación cuando los hosts en la cámara están presentes, su función es simplemente facilitar y explicar los procedimientos al espectador. Debido a esta política, los presentadores de C-SPAN no declaran sus nombres en la televisión.

### Programas emblemáticos C-SPAN y C-SPAN2
Si bien muchas horas de programación en C-SPAN están dedicadas a la cobertura del Congreso, la programación diaria de la red comienza con el programa político de llamadas y entrevistas telefónicas Washington Journal todas las mañanas de 7:00 a 10:00 a. m. Hora del Este. Washington Journal se estrenó el 4 de enero de 1995 y se ha transmitido todos los días en la mañana desde entonces, con invitados que incluyen funcionarios electos, administradores gubernamentales y periodistas. El programa cubre eventos actuales, y los invitados responden preguntas sobre temas proporcionados por los anfitriones, así como por miembros del público en general. En el horario del fin de semana, los principales programas de C-SPAN son: América y los Tribunales, que se muestran cada sábado a las 7:00 p. m. Hora del este, Newsmakers, un programa de entrevistas los domingos por la mañana con invitados de interés periodístico; Q&A, un programa de entrevistas los domingos por la noche organizado por Brian Lamb, con invitados que incluyen periodistas, políticos, autores y otras figuras públicas; y The Communicators, que presenta entrevistas con periodistas, funcionarios gubernamentales y empresarios involucrados con la industria de las comunicaciones y la legislación relacionada.
Los fines de semana, C-SPAN2 dedica su agenda a Book TV, que consiste en 48 horas de programación sobre libros de no ficción, eventos de libros y autores. Book TV se lanzó por primera vez en septiembre de 1998. Booknotes se emitió originalmente desde 1989 hasta 2004, como una entrevista individual de una hora de un autor de no ficción. Las repeticiones de las entrevistas siguen siendo una parte regular del programa de Book TV con el título Encore Booknotes. Otros programas de Book TV presentan libros políticos e históricos y biografías de figuras públicas. Estos incluyen In Depth, una entrevista en vivo, mensual, de tres horas con un solo autor, y After Words, un programa de entrevistas para autores con anfitriones invitados que entrevistan a autores sobre temas con los que ambos están familiarizados. After Words se desarrolló como un nuevo tipo de programa de entrevistas para autores después del final de la producción de Booknotes. La programación de fin de semana en Book TV también incluye la cobertura de eventos de libros tales como mesas redondas, ferias de libros, firmas de libros, lecturas de autores y visitas a librerías alrededor de los Estados Unidos.

### C-SPAN3
La programación en C-SPAN3 de lunes a viernes presenta eventos ininterrumpidos de asuntos públicos en vivo, en particular eventos políticos de Washington D. C. Cada fin de semana, desde el 8 de enero de 2011, la red ha emitido 48 horas de programación dedicada a la historia de los Estados Unidos, bajo el título general de American History TV. La programación cubre la historia de los Estados Unidos desde la fundación de la nación hasta finales del siglo XX. Los programas incluyen American Artifacts, que se dedica a explorar museos, archivos y sitios históricos, y Lectures in History, con destacados profesores de historia de la universidad que imparten conferencias sobre la historia de los Estados Unidos En 2009, C-SPAN3 transmitió una serie de ocho entrevistas con entrevistas del Instituto de Política Robert J. Dole de la Universidad de Kansas, que contó con el historiador Richard Norton Smith y el vicepresidente Walter Mondale, entre otros entrevistados.

### Programación especial
C-SPAN ha producido ocasionalmente programas derivados de Booknotes que se centran en temas específicos. En 1994, Booknotes colaboró con el erudito de Lincoln, Harold Holzer para producir recreaciones de los siete debates de Lincoln-Douglas. Varios años después, una serie similar volvió sobre el viaje de Alexis de Tocqueville descrito en Democracy in America. Otra serie especial fue American Writers, una gira de 38 semanas por los Estados Unidos basada en las obras de 40 escritores estadounidenses famosos.
Durante 2008 y 2009, como parte de la programación especialmente encargada para el 200 aniversario del nacimiento de Abraham Lincoln, C-SPAN produjo una serie titulada Lincoln 200 Years, que presentó episodios sobre una variedad de temas relacionados con la vida de Lincoln, incluida su carrera, sus hogares y sus opiniones de la esclavitud.
La red también ha producido documentales de características especiales de instituciones estadounidenses y monumentos históricos, que exploran su historia hasta nuestros días. Estos programas incluyen: El Capitolio que enfatiza la historia, el arte y la arquitectura del edificio del Capitolio de los Estados Unidos; The White House, con imágenes de películas dentro de la Casa Blanca y explorando la historia del edificio y sus ocupantes; The Supreme Court, centrándose en la historia y las personalidades de la corte; y Inside Blair House, un resumen de la casa de huéspedes del presidente.
En 2013, C-SPAN presentó un nuevo programa, First Ladies: Influence & Image. Los 35 episodios que perfilan las primeras damas están planeados para la serie, que fue creado con el apoyo de la Asociación Histórica de la Casa Blanca.

### Transmisiones de radio
Además de las tres redes de televisión, C-SPAN también transmite a través de C-SPAN Radio, que se transmite en su estación de propiedad y operación WCSP (90.1 FM) en el área de Washington D. C., y las tres redes de cable se transmiten por subcanales de radio, y de forma nacional en radio satelital XM. Su programación también se transmite en vivo en c-span.org y está disponible a través de aplicaciones para dispositivos iPhone, BlackBerry y Android. C-SPAN Radio tiene una política selectiva con respecto a su contenido de transmisión, en lugar de duplicar la programación de la red de televisión, aunque ofrece algunas transmisiones simultáneas de audio de programas como el Washington Journal. La programación única en la estación de radio incluye historias orales y algunas reuniones de comités y conferencias de prensa que no se muestran en la televisión debido a los compromisos de programación. La estación también compila los programas de entrevistas del domingo por la mañana para una retransmisión en el mismo día sin comerciales, en rápida sucesión.

### Disponibilidad en línea

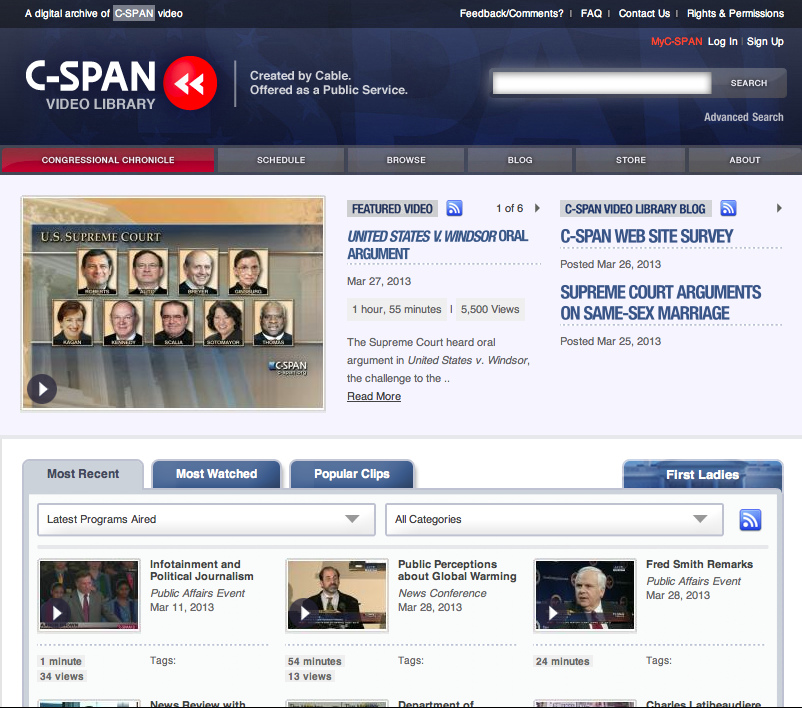
Página de inicio de la videoteca de C-SPAN.

La videoteca de archivos de C-SPAN está disponible a través de la Biblioteca de videos de C-SPAN, que se mantiene en el Purdue Research Park en West Lafayette, Indiana. Presentado por primera vez en agosto de 2007, la Biblioteca de videos C-SPAN contiene toda la programación de la red desde 1987, con un total de más de 160,000 horas al finalizar la digitalización y el debut público en marzo de 2010. La programación más antigua de C-SPAN continúa siendo agregada a la biblioteca, que se remonta al comienzo de la red en 1979, y también hay disponibles algunas imágenes anteriores limitadas de los Archivos Nacionales, como los clips de película del viaje a China de 1972 de Richard Nixon. La mayoría de las grabaciones anteriores a 1987 (cuando se estableció el Archivo C-SPAN) no se guardaron, a excepción de aproximadamente 10,000 horas de video que están programadas para estar disponibles en línea. En junio del 2013, la biblioteca de videos C-SPAN tenía aproximadamente 200,000 horas de programación. Descrito por los comentaristas de medios como un servicio educativo importante y un recurso valioso para los investigadores de política e historia, La biblioteca de videos C-SPAN también ha tenido un papel importante en los medios de comunicación y en la investigación de la oposición en varias campañas políticas de los Estados Unidos. Ganó un Premio Peabody en 2010 "por crear un archivo duradero de la historia de la formulación de políticas en Estados Unidos y por proporcionarlo como un servicio público gratuito y fácil de usar".
Antes del inicio de la Biblioteca de videos C-SPAN, sitios web como Metavid y voterwatch.org alojaban registros de vídeos de la Cámara y el Senado, sin embargo C-SPAN impugnó el uso de metavid de las imágenes con derechos de autor de C-SPAN. El resultado fue que Metavid eliminó partes del archivo producido con las cámaras de C-SPAN, a la vez que conservaba su archivo de contenido producido por el gobierno. C-SPAN también realizó acciones para impedir que las partes hagan usos no autorizados de su contenido en línea, incluido su vídeo de los procedimientos de la Cámara de Representantes y el Senado. En particular, en mayo de 2006, C-SPAN solicitó la eliminación de la actuación de Stephen Colbert en la Cena de la Asociación de Corresponsales de la Casa Blanca en YouTube. Después de las preocupaciones de algunos webloggers, C-SPAN dio permiso para que Google Video sea el anfitrión del evento completo. El 7 de marzo de 2007, C-SPAN liberalizó su política de derechos de autor para la cobertura actual, futura y pasada de cualquier evento oficial patrocinado por el Congreso y cualquier agencia federal, y ahora permite la copia, el intercambio y la publicación no atribuida de video de C-SPAN en Internet, excluyendo la redistribución de transmisiones de vídeo en vivo. La nueva política no afectó el derecho del público a utilizar la cobertura de video de dominio público de los procedimientos de la Cámara de Representantes y el Senado de los Estados Unidos.